# Aeroportul Cambridge–Dorchester
Aeroportul Cambridge–Dorchester (IATA: CGE, ICAO: KCGE, FAA LID: CGE) este un aeroport din Maryland, Statele Unite ale Americii ce deservește zona Cambridge⁠(d). Aeroportul a fost tranzitat în 2019 de 26 de pasageri. A fost numit după zona deservită.
Situat la o altitudine de 6 m, aeroportul dispune de 1 pistă.

## Infrastructură

### Piste
Aeroportul dispune de o singură pistă. Pista 16/34 are suprafața de asfalt și dimensiunile 4.477 picioare × 75 picioare. 